# 罗坊站
罗坊站是沪昆铁路上的一个火车站，位于江西省新余市渝水区罗坊镇北，建于1937年，目前为四等站，邮政编码为338008。客运：办理旅客乘降；行李、包裹托运。货运：办理整车货物发到；危险货物仅办理农药、化肥发到。